# Roncus trojanicus
Roncus trojanicus är en spindeldjursart som beskrevs av Bozidar P.M. Curcic 1988. Roncus trojanicus ingår i släktet Roncus och familjen helplåtklokrypare. Inga underarter finns listade i Catalogue of Life.